# Водопій
Водопі́й —  село в Україні, у Валківській міській громаді Богодухівського району Харківської області. Населення становить 305 осіб. До 2020 орган місцевого самоврядування — Гонтово-Ярська сільська рада.

## Географія
Село Водопій примикає до села Гонтів Яр, за 2 км знаходиться м. Валки. Поруч із селом проходить автомобільна дорога М03 (E40).

## Історія
12 червня 2020 року, розпорядженням Кабінету Міністрів України № 725-р «Про визначення адміністративних центрів та затвердження територій територіальних громад Харківської області», увійшло до складу Валківської міської громади.
19 липня 2020 року, в результаті адміністративно-територіальної реформи та ліквідації Валківського району, село увійшло до складу Богодухівського району.

## Населення

### Мова
Розподіл населення за рідною мовою за даними перепису 2001 року:
| Мова       | Кількість | Відсоток |
| ---------- | --------- | -------- |
| українська | 299       | 98.03%   |
| російська  | 6         | 1.97%    |
| Усього     | 305       | 100%     |